# Ерик Персон
Ерик Персон (швед. Erik Persson; Кунгсбака, 12. јануар 1994) шведски је пливач чија специјалност су трке прсним стилом. 

## Спортска каријера
Међународну пливачку каријеру је започео наступајући на митинзима светског купа, а прво велико такмичење на ком је наступио је било европско првенство у Берлину 2014. године. На светским првенствима у великим базенима је дебитовао у Казању 2015, а најбољи резултат на том првенству му је било 14. место у полуфиналу трке на 200 прсно. 
Први значајнији резултат у каријери постигао је на европском првенству у Лондону 2016. на ком је освојио четврто место у финалу трке на 200 прсно, а резултат од 2:10,50 уједно је представљао и квалификациону норму за предстојеће Олимпијске игре у Рију. На својим првим Олимпијским играма које су одржане током августа 2016, Персон је наступио у обе појединачне трке прсним стилом — на 100 метара је био тек 32, док је на дупло дужој деоници успео да се пласира у полуфинале у ком је испливао нови национални рекорд (заузео укупно 11. место).
Такмичио се и на светским првенствима у Будимпешти 2017 (18. на 100 и 10. на 200 прсно) и Квангџуу 2019 (26. на 100 прсно и 8. на 200 прсно). 
Прву медаљу у каријери на међународним такмичењима, сребрну, освојио је у финалу трке на 200 прсно на европском првенству у малим базенима у Глазгову 2019. године.